# DIVOC-12
『DIVOC-12』（ディボック-トゥエルブ）は、2021年10月1日に公開された日本映画。12人の映像監督による12本の短編から成るアンソロジー映画。

## 概要
新型コロナウイルス感染症（COVID-19）の影響を受けているクリエイター、制作スタッフ、俳優が継続的に創作活動に取り組めるように、ソニー・ピクチャーズ エンタテインメントが発足。「新型コロナウイルス・ソニーグローバル支援基金」を活用した支援活動の一環となる。また、映画収益の一部は、新型コロナウイルスの影響を受けている国内の芸術・文化活動のサポートのため、日本芸術文化振興基金へ寄付される予定。
タイトルの『DIVOC』はCOVIDを反対に並べた言葉で、「12人のクリエイターとともに、COVID-19をひっくり返したい」という思いが込められている。
12名の映像監督のうち、廣賢一郎、エバンズ未夜子、加藤拓人の3名は公募によって選出された。

## 藤井監督チーム作品・テーマ「成長への気づき」

### 名もなき一篇・アンナ
- 監督：藤井道人
- キャスト[6][7]
  - 横浜流星
  - アンナ：ロン・モンロウ

### 流民
- 監督：志自岐希生
- キャスト
  - 石橋静河

### タイクーン
- 監督：林田浩川
- キャスト
  - 小野翔平
  - 窪塚洋介

### ココ
- 監督：廣賢一郎
- キャスト
  - 熙舜：笠松将
  - 佳奈：円井わん
  - 熙舜の父親：渡辺いっけい

## 上田監督チーム作品・テーマ「感触」

### ユメミの半生
- 監督：上田慎一郎
- キャスト[8][9][7]
  - ユメミ：松本穂香
  - テツオ：小関裕太
  - カケル：石川春翔
  - ミニシアターの支配人：塚本晋也
  - ユメミの父親：濱津隆之
  - カトウシンスケ
  - 水沢有礼
  - 宮島三郎
  - 鈴木武
  - 伊藤慶徳
  - 杉山なつめ
  - 岩村えるな

### 魔女のニーナ
- 監督：ふくだみゆき
- キャスト
  - ニーナ：安藤ニコ
  - めぐ：おーちゃん（HIMAWARIちゃんねる）

### 死霊軍団 怒りのDIY
- 監督：中元雄
- キャスト
  - マリ：清野菜名
  - サイトー：高橋文哉
  - ゾンビ：濱正悟
  - シオリ：豊田真希
  - 店長：大迫茂生
  - 茶谷優太

### あこがれマガジン
- 監督：エバンズ未夜子
- キャスト
  - ミオ：小川紗良
  - ナオ：横田真悠
  - 小泉萌香
  - 川口貴弘

## 三島監督チーム作品・テーマ「共有」

### よろこびのうた Ode to Joy
- 監督：三島有紀子
- キャスト[10]
  - 冬海：富司純子
  - 歩：藤原季節

### YEN
- 監督：山嵜晋平
- キャスト[7]
  - 夏希：蒔田彩珠
  - 冬美：中村守里
  - 冬美の父親：渋川清彦

### 海にそらごと
- 監督：齋藤栄美
- キャスト
  - 茜：中村ゆり
  - 海斗：髙田万作
  - スナックの常連客：松浦祐也

### 睡眠倶楽部のすすめ
- 監督：加藤拓人
- キャスト
  - 透子：前田敦子